# Biatlon a 2006. évi téli olimpiai játékokon
A  2006. évi téli olimpiai játékokon a biatlon versenyszámait Cesana-San Sicario pályáján rendezték meg február 11. és 25. között. Egyaránt 5–5 férfi, illetve női versenyszámot rendeztek.

## Részt vevő nemzetek
| Nemzet                      | Férfi induló | Női induló | Összesen |
| --------------------------- | ------------ | ---------- | -------- |
| Argentína (ARG)             | 1            | 0          | 1        |
| Ausztrália (AUS)            | 1            | 0          | 1        |
| Ausztria (AUT)              | 6            | 0          | 6        |
| Bosznia-Hercegovina (BIH)   | 1            | 1          | 2        |
| Bulgária (BUL)              | 1            | 5          | 6        |
| Chile (CHI)                 | 1            | 1          | 2        |
| Csehország (CZE)            | 5            | 5          | 10       |
| Egyesült Államok (USA)      | 4            | 5          | 9        |
| Észtország (EST)            | 5            | 1          | 6        |
| Fehéroroszország (BLR)      | 5            | 5          | 10       |
| Finnország (FIN)            | 1            | 0          | 1        |
| Franciaország (FRA)         | 5            | 4          | 9        |
| Görögország (GRE)           | 1            | 0          | 1        |
| Horvátország (CRO)          | 0            | 1          | 1        |
| Japán (JPN)                 | 5            | 4          | 9        |
| Kanada (CAN)                | 3            | 4          | 7        |
| Kazahsztán (KAZ)            | 1            | 1          | 2        |
| Kína (CHN)                  | 1            | 5          | 6        |
| Dél-Korea (KOR)             | 1            | 0          | 0        |
| Lengyelország (POL)         | 5            | 5          | 10       |
| Lettország (LAT)            | 5            | 4          | 9        |
| Litvánia (LTU)              | 0            | 2          | 2        |
| Magyarország (HUN)          | 1            | 1          | 2        |
| Moldova (MDA)               | 1            | 3          | 4        |
| Nagy-Britannia (GBR)        | 1            | 1          | 2        |
| Németország (GER)           | 5            | 5          | 10       |
| Norvégia (NOR)              | 5            | 5          | 10       |
| Olaszország (ITA)           | 5            | 5          | 10       |
| Oroszország (RUS)           | 6            | 6          | 12       |
| Románia (ROU)               | 1            | 4          | 5        |
| Spanyolország (ESP)         | 1            | 0          | 1        |
| Svájc (SUI)                 | 2            | 0          | 2        |
| Svédország (SWE)            | 5            | 1          | 6        |
| Szerbia és Montenegró (SCG) | 1            | 0          | 1        |
| Szlovákia (SVK)             | 5            | 5          | 10       |
| Szlovénia (SLO)             | 4            | 4          | 8        |
| Ukrajna (UKR)               | 5            | 5          | 10       |
| 37 nemzet                   | 106          | 98         | 204      |

## Éremtáblázat
(Az egyes számoszlopok legmagasabb értéke vagy értékei vastagítással kiemelve.)
| A 2006. évi téli olimpiai játékok éremtáblázata biatlonban | A 2006. évi téli olimpiai játékok éremtáblázata biatlonban | A 2006. évi téli olimpiai játékok éremtáblázata biatlonban | A 2006. évi téli olimpiai játékok éremtáblázata biatlonban | A 2006. évi téli olimpiai játékok éremtáblázata biatlonban | Olimpia  |
| ---------------------------------------------------------- | ---------------------------------------------------------- | ---------------------------------------------------------- | ---------------------------------------------------------- | ---------------------------------------------------------- | -------- |
|                                                            | Ország                                                     | Arany                                                      | Ezüst                                                      | Bronz                                                      | Összesen |
| 1.                                                         | Németország (GER)                                          | 5                                                          | 4                                                          | 2                                                          | 11       |
| 2.                                                         | Oroszország (RUS)                                          | 2                                                          | 1                                                          | 2                                                          | 5        |
| 3.                                                         | Franciaország (FRA)                                        | 2                                                          | 0                                                          | 2                                                          | 4        |
| 4.                                                         | Svédország (SWE)                                           | 1                                                          | 1                                                          | 0                                                          | 2        |
|                                                            |                                                            |                                                            |                                                            |                                                            |          |
| 5.                                                         | Norvégia (NOR)                                             | 0                                                          | 3                                                          | 3                                                          | 6        |
| 6.                                                         | Lengyelország (POL)                                        | 0                                                          | 1                                                          | 0                                                          | 1        |
|                                                            |                                                            |                                                            |                                                            |                                                            |          |
| 7.                                                         | Ukrajna (UKR)                                              | 0                                                          | 0                                                          | 1                                                          | 1        |
|                                                            |                                                            |                                                            |                                                            |                                                            |          |
| Összesen                                                   | Összesen                                                   | 10                                                         | 10                                                         | 10                                                         | 30       |

## Összefoglaló

### Férfi
A férfiaknak 5 versenyszámban osztottak érmeket.
10 km sprint
A férfiak sprintversenyében 3 kört kellett futni, és az első két kör után volt egy-egy lövészet, egy fekvő testhelyzetű, illetve egy álló. Lövőhiba esetén büntetőkört kell futni, aminek hossza 150 m. A versenyt a németek „nagy öregje” Fischer nyerte, két norvég versenyző előtt. A norvégok dobogós helyezése nem meglepő, de az igen, hogy egyiket sem a nagy esélyes Bjørndalen szerezte. Ő csak 12. lett gyenge lövészetének köszönhetően.
12,5 km üldözőverseny
A férfiaknál a német Fischer indulhatott az élről, hiszen ő nyerte a 10 km-es egyéni versenyt. Fischer a lövőhibáinak köszönhetően hátracsúszott. A tizenkettedik helyről rajtoló, címvédő, norvég Bjørndalen azonban egyre előrébb került, az utolsó lövészet után a második volt az élen álló francia Defrasne előtt. Az utolsó futószakaszon meg is előzte a franciát, ám lerázni nem tudta. Így az ötödik helyről rajtoló Defrasne-nak sikerült a célegyenesben lehajráznia a nagyszerű futóteljesítményt felmutató norvégot.
15 km tömegrajtos
A tömegrajtos verseny idén debütált az olimpiai számok között. 30 versenyző állhat rajthoz, és a verseny nevének megfelelően mindannyian egyszerre indulnak. A sífutást négyszer szakítják meg lövészettel. 
A német Gries jó lövőteljesítménnyel és megfelelő futással megnyerte a versenyt. Nem vokkal előzte meg a Lengyelországnak először biatlonban érmet nyerő Sikorát. A címvédő Bjørndalen rossz lövészettel és nagyszerű futással bronzérmet szerzett Norvégiának.
20 km egyéni
Az olimpia első versenynapján rendezték meg a férfiak 20 km-es versenyét. Az aranyérmet nagy versenyben a német Michael Greis szerezte meg, mivel ő csak a második lövősorozatban hibázott, akkor is csak egyszer. A norvég Bjørndalen ezzel szemben kétszer is hibázott, és a fegyverével is gondjai voltak. A dobogó harmadik fokáért két korábbi olimpiai bajnok, a címvédő Hanevold és az 1988-as olimpiai bajnok csapattag orosz Csepikov vívott nagy csatát, mely mindössze nyolc tizedmásodperccel a norvég javára dőlt el. A magyar induló Tagscherer Imre hét lövőhibával és gyengébb futóeredménnyel a 77. helyen végzett.
4 × 7,5 km váltó
A váltóversenyben minden versenyző 3 kört fut, két lövéssel megszakítva. Az első emberek után meglepetésre az amerikai csapat vezetett, de aztán a papírformának megfelelően elvesztették kedvező pozíciójukat. A svéd, a norvég és a francia csapat is elég gyengén kezdett. A második emberektől kezdve a németek végig vezettek és meg is nyerték a versenyt. A franciákat Defrasne már a negyedik helyen váltotta, és végül a második emberek után még csak tizedik svédekkel kellett a bronzéremért megharcolniuk. A harmadik hely sorsát végül célfotó döntötte el. A norvégok végig a kilencedik-tizedik helyen álltak, ami 15 lövőhibával 6 lövészet után nem is csoda, de az utolsóként futó Bjørndalen ismét nagyszerűen teljesített, és így ötödikek lettek.

### Női
A nőknek 5 versenyszámban osztottak érmeket.
7,5 km sprint
A sprintverseny hatalmas izgalmakat és óriási küzdelmet hozott. Az első 5 versenyző 10 másodpercen belül ért célba, ami jól mutatja a kiélezett küzdelmet. Az igazán nagy bravúr ebből a svéd Olofssoné, hiszen ő egy lövőhibával is mindössze 2,4 mp-cel maradt le az aranyéremről. Az élboly többi tagja viszont hibátlanul lőtt. Némi meglepetésre az ukránoknak is jutott egy bronzérem. Az esélyesek között számon tartott francia Bailly kétszer is hibázott a lövészetben és ezzel minden esélye elúszott az éremszerzést illetően.
10 km üldözőverseny
Az üldözőverseny szabályainak megfelelően a versenyzők a két nappal korábbi 7,5 km-es futam sorrendjében és időkülönbségeivel vágtak neki a távnak. Vagyis a legkedvezőbb pozícióban a francia Baverel-Robert volt. Ennek ellenére a hetedikként induló, német Wilhelm már viszonylag korán átvette a vezetést. Az első, a második és a harmadik lövészet után is ő vezetett és végül nagy különbséggel nyerte meg az olimpiai aranyérmet. A tizenhetedik helyről rajtoló nemét Glagowé lett az ezüstérem, miután hatalmas hajrában megelőzte az orosz Ahatovát, akinek így a bronzérem jutott. Érdemes megemlíteni, hogy a 34-ik helyről rajtoló német Disl 4 lövőhiba és büntetőkör ellenére is a tizedik tudott lenni.
12,5 km tömegrajtos
A svéd Olofsson a bravúrosnak mondható ezüstérme után egy aranyat is nyert az olimpián, a biatlonversenyek zárószámán. Megelőzve három németet, akik közül Disl fantasztikus utolsó körrel verekedte fel magát a dobogóra. A norvégok ismét betliztek, még pontszerző hely sem jutott nekik. A franciák is többet vártak ettől a számtól, és úgy általában biatloncsapatuk teljesítményétől.
15 km egyéni
A 20 lövésből mindössze egyet hibázó Ismuratova óriási fölénnyel nyerte a versenyt honfitársa, Piljova előtt. Az oroszoknak végül két érem jutott, de nem egy arany és egy ezüst, mivel Piljovát később doppingolás miatt kizárták. Ennek köszönhetően német ezüst-, és orosz bronzérem lett a verseny végkimenetele. A nemzetközi szinten eddig semmilyen komoly eredményt felmutatni nem tudó lengyel Palka ötödik helyezése hatalmas meglepetés.
4 × 6 km váltó
A verseny nem hozott különösebben nagy meglepetést, az orosz csapat rajt-cél győzelmet aratott. A németek is a táv nagy részében a második helyen síeltek, a franciák bronzérme nevezhető bravúrosnak, hiszen az első váltáskor még csak a 14. helyen álltak. A norvégok ötödik helye gyengének mondható, amit rossz lövőteljesítményüknek köszönhetnek.

## Érmesek

### Férfi
| A 2006. évi téli olimpiai játékok érmesei férfi biatlonban |                                                                               |           |                                                                                            |           |                                                                                           |           |
| Versenyszám                                                | Arany                                                                         | Arany     | Ezüst                                                                                      | Ezüst     | Bronz                                                                                     | Bronz     |
| Egyéni indításos                                           | Michael Greis · Németország (GER)                                             | 54:23,0   | Ole Einar Bjørndalen · Norvégia (NOR)                                                      | 54:39,0   | Halvard Hanevold · Norvégia (NOR)                                                         | 55:31,9   |
| Sprint                                                     | Sven Fischer · Németország (GER)                                              | 26:11,6   | Halvard Hanevold · Norvégia (NOR)                                                          | 26:19,8   | Frode Andresen · Norvégia (NOR)                                                           | 26:31,3   |
| Üldözőverseny                                              | Vincent Defrasne · Franciaország (FRA)                                        | 35:20,2   | Ole Einar Bjørndalen · Norvégia (NOR)                                                      | 35:22,9   | Sven Fischer · Németország (GER)                                                          | 35:35,8   |
| Tömegrajtos                                                | Michael Greis · Németország (GER)                                             | 47:20,0   | Tomasz Sikora · Lengyelország (POL)                                                        | 47:26,3   | Ole Einar Bjørndalen · Norvégia (NOR)                                                     | 47:32,3   |
| Váltó                                                      | Németország (GER) · Ricco Groß · Michael Rösch · Sven Fischer · Michael Greis | 1:21:51,5 | Oroszország (RUS) · Ivan Cserezov · Szergej Csepikov · Pavel Rosztovcev · Nyikolaj Kruglov | 1:22:12,4 | Franciaország (FRA) · Julien Robert · Vincent Defrasne · Ferreol Cannard · Raphaël Poirée | 1:22:35,1 |

### Női
| A 2006. évi téli olimpiai játékok érmesei női biatlonban |                                                                                                  |           |                                                                                 |           | |           |
| Versenyszám                                              | Arany                                                                                            | Arany     | Ezüst                                                                           | Ezüst     | Bronz                                                                                               | Bronz     |
| Egyéni indításos                                         | Szvetlana Ismuratova · Oroszország (RUS)                                                         | 49:24,1   | Martina Glagow · Németország (GER)                                              | 50:34,9   | Albina Ahatova · Oroszország (RUS)                                                                  | 50:55,0   |
| Sprint                                                   | Florence Baverel-Robert · Franciaország (FRA)                                                    | 22:31,4   | Anna Carin Olofsson · Svédország (SWE)                                          | 22:33,8   | Lilija Jefremova · Ukrajna (UKR)                                                                    | 22:38,0   |
| Üldözőverseny                                            | Kati Wilhelm · Németország (GER)                                                                 | 36:43,6   | Martina Glagow · Németország (GER)                                              | 37:57,2   | Albina Ahatova · Oroszország (RUS)                                                                  | 38:05,0   |
| Tömegrajtos                                              | Anna Carin Olofsson · Svédország (SWE)                                                           | 40:36,5   | Kati Wilhelm · Németország (GER)                                                | 40:55,3   | Uschi Disl · Németország (GER)                                                                      | 41:18,4   |
| Váltó                                                    | Oroszország (RUS) · Anna Bogalij-Tyitovec · Szvetlana Ismuratova · Olga Zajceva · Albina Ahatova | 1:16:12,5 | Németország (GER) · Martina Glagow · Andrea Henkel · Katrin Apel · Kati Wilhelm | 1:17:03,2 | Franciaország (FRA) · Delphyne Peretto · Florence Baverel-Robert · Sylvie Becaert · Sandrine Bailly | 1:18:38,7 |